# Fontaine-Couverte
Fontaine-Couverte – miejscowość i gmina we Francji, w regionie Kraj Loary, w departamencie Mayenne.
Według danych na rok 2010 gminę zamieszkiwało 391 osób, a gęstość zaludnienia wynosiła 18 osób/km².